# Tyr (cantante)
Tyr Markus Røe, noto semplicemente come Tyr e in precedenza come Wonder the Boy (Trondheim, 3 febbraio 1976), è un cantante e rapper norvegese.

## Biografia
TyrTape (2022), mixtape d'esordio del rapper, ha esordito al 15º posto della VG-lista e ha ricevuto una nomination per lo Spellemannprisen all'hip hop. In precedenza, ha esordito nell'industria discografica con l'album in studio Taurus (2021).
Bedøvelse gjør mester, secondo LP, è stato reso disponibile per il consumo a partire dal febbraio 2024, si è fermato al 4º posto della classifica norvegese ed è stato candidato per lo Spellemannprisen all'hip hop. Dal disco è stato estratto Månen, certificato oro dalla IFPI Norge per aver accumulato 30 000 unità.

## Discografia

### Album in studio
- 2021 – Taurus
- 2024 – Bedøvelse gjør mester

### EP
- 2020 – Playboy
- 2023 – 2 horn (con Oscar Blesson)
- 2024 – 4 the Summer

### Mixtape
- 2022 – TyrTape

### Singoli
- 2017 – Babygirl
- 2018 – Dopamine (con Clairmont)
- 2019 – Lovely
- 2020 – It's So Sad
- 2021 – Addin' Up
- 2021 – Lemonade
- 2021 – You and I (con Pasha feat. Jimi Somewhere)
- 2021 – Hell of a Year
- 2021 – Pray 2 God
- 2022 – 21
- 2022 – Chanel (feat. Oscar Blesson)
- 2022 – Drinks
- 2023 – Vinn/Tap
- 2023 – Tyrthoven (con i Beathoven)
- 2023 – Gråter (con Luna)
- 2023 – Demonen/Tyren (con Oscar Blesson)
- 2023 – No Stylist
- 2023 – Månen (feat. Stig Brenner)
- 2023 – Roser
- 2024 – Vidunderbarn
- 2024 – Bundet til en by
- 2024 – Tyrs vals (feat. Arif Murakami & Siyabång)
- 2024 – Players (feat. Ari Bajgora)
- 2024 – 2 trekk
- 2024 – Oss 2 (con Kaybeo)
- 2025 – Put 'Em Up
- 2025 – Trenger min love (con Lille Caesar)
- 2025 – I Want You 2 Be Mine